# Miacidae
De Miacidae zijn een min of meer kunstmatige familie die de voorouders van de moderne roofdieren (Carnivora) omvat. De miaciden leefden gedurende het Paleoceen en Eoceen, de eerste twee tijdperken van het Cenozoïcum. Miacis uit het Eoceen is de naamgever van de familie, die voorheen samen met de Viverravidae geclassificeerd werd in de superfamilie Miacoidea.

## Classificatie
Familie Miacidae†
- geslachten: Chailicyon, Dawsonicyon, Dormaalocyon, Eostictis, Gracilocyon, Messelogale, Miacis, Miocyon, Oodectes, Palaearctonyx, Paramiacis, Paroodectes, Prodaphaemus, Quercygale, Tapocyon, Uintacyon, Vassacyon, Vulpavus, Xinyuictis, Ziphacodon, Ceruttia, Walshius, Lycophocyon

## Beschrijving
De miaciden waren voornamelijk kleine marterachtige of hondachtige roofdieren (wat blijkt uit de naamgeving: -cyon = hond, gale/ictis = marter, wezel) die joegen op vogels, spitsmuizen, buidelratten en kleine reptielen. Sommige soorten leefden in de bomen, terwijl andere soorten bodembewoners waren. Bijzonder aan de Miacidae is dat deze dieren ongeveer tweemaal zoveel tanden en kiezen hadden als de moderne roofdieren. In tegenstelling tot de tegenwoordige Carnivora, stonden ze niet aan de top van de voedselketen: deze plaats werd in genomen door grote krokodillen (onder andere Leidyosuchus), reusachtige looproofvogels (Gastornis) en twee andere groepen roofzoogdieren, de creodonten en de mesonychiden. Pas in de loop van het Eoceen evolueren uit de Miacidae meer ontwikkelde en grotere soorten die uiteindelijk de dominante roofdieren zullen worden vanaf het Laat-Eoceen.

## Ontwikkeling
De Noord-Amerikaanse Uintacyon is de oudst bekende miacide en was mogelijk een immigrant vanuit oostelijk Azië. Het geslacht overleefde tot aan het Duchesnean.
Tot een basale miaciden behoren naast Uintacyon ook Oodectes, Vassacyon en Vulpavus. Een groot aantal soorten wordt aan Miacis toegeschreven, dat wijdverspreid was over de noordelijke continenten. Inmiddels zijn diverse voormalige Miacis-soorten hernoemd tot afzonderlijke geslachten. Miacis ontstond vermoedelijk ten tijde van het PETM en verscheen in het vroegste Eoceen in zowel Noord-Amerika als West-Europa. De nauw verwante Xinyuictis (voorheen M. tenuis) leefde in dezelfde periode in China.
In het Midden-Bridgerian begon het klimaat te veranderen. Hoewel Noord-Amerika warm en vochtig bleef, werd het klimaat wel koeler en droger in vergelijking met de voorgaande periode. Deze veranderingen in het ecosysteem zorgden voor nieuwe omstandigheden en leidde onder meer tot nieuwe geslachten miaciden. Zowel Palaearctonyx als Dawsonicyon zijn alleen bekend uit het Midden-Bridgerian. Uit de bouw van de elleboog- en heupgewrichten en de voorpoten blijkt dat Dawsonicyon net als veel verwanten een boomlevende carnivoor was.
Aan het einde van het Uintan veranderde het klimaat nog meer en de miaciden probeerden zich met hondachtige vormen als Tapocyon, Procynodictis en Prodaphaenus aan te passen. Vanaf het Duchesnean werden de miaciden vervangen door de eerste echte carnivoren. De eerste echte carnivoren zoals de beerhond Daphoenus en de vroege hondachtige Hesperocyon waren nog kleine generalisten met formaat van een kleine vos en de bouw van een mangoest, maar verder ontwikkeld dan de miaciden. De Canidae is de enige hedendaagse familie carnivoren die direct te linken is aan specifieke miaciden, in het bijzonder Miacis cognitus, Lycophocyon en Procynodictis. Deze miaciden hebben overeenkomsten, met name in het gebit, met Hesperocyon en diens verwanten, want een afstammings- of zustergroeprelatie suggereert. Van de overige hedendaagse families carnivoren zijn geen tussenvormen bekend. De eerste feliformen verschenen aan het einde van het Eoceen in de Oude Wereld.